# 朱悦燇
崇宁王朱悦燇（1393年8月6日—1418年9月24日），《万历野获编》补遗误作崇阳王，明太祖的第三十八个孙子，蜀献王朱椿庶三子。

## 生平
永乐二年（1404年）四月，封崇宁王。三年（1405年）二月，加冠。
朱椿胞弟谷王朱橞有异心，经常劝说朱椿一同谋反，朱椿不听，也不忍揭发。朱悦燇获罪于父，逃奔朱橞。朱橞欺骗众人说朱悦燇是当初被明成祖推翻时失踪的建文帝，没死，如今在此。永乐十四年（1416年），朱椿得知此事后上奏，并揭发朱橞其他谋反的事。明成祖得奏感叹，七月遣中官带着敕书告谕朱橞，令送朱悦燇还蜀。十月，成國公朱勇、都察院左都御史劉觀同文武群臣奏朱橞罪行，但称朱悦燇不从朱橞。次年（1417年），朱橞被废。同年，建文帝被禁锢在凤阳的弟弟吴庶人朱允熥亦暴卒，一说明成祖因朱橞谋反，担心朱允熥遭叛乱者利用而杀之。
永乐十六年（1418年）八月，朱悦燇薨。成祖得知，赐祭，命有司治丧葬。无子，国除。无谥号。
葬于崇宁县北十五里朝天山。